# Video Pinball
Video Pinball – konsola z wbudowanymi grami wyprodukowana przez firmę Atari w 1977 roku. Konsola bazuje na pojedynczym chipie 011500-11/C011512-05 ("Pong-on-a-chip") firmy Atari. Posiada wbudowane trzy typy gier: Pinball, Basketball i Breakout.

## Rozgrywka
Video Pinball posiada 7 wbudowanych gier - 4 wersje gry pinball, grę basketball i dwie wersje gry Breakout (zwykły Breakout i wariant nazwany Break Away), wszystkie gry przeznaczone są dla maksimum dwóch graczy. Konsola wyświetla wynik na ekranie, posiada system automatycznego serwu i kolorową grafikę. Video Pinball używa microkontrolera i małej ilości pamięci RAM w przeciwieństwie do automatów do gry Atari z chipem "Pong on a chip", które korzystały z układów scalonych. Gry Pinball do sterowania wykorzystują głównie przyciski z boku konsoli, natomiast Breakout i Basketball korzystają z pokrętła i przycisków na górze obudowy.

## Wersje
Powstały trzy różne wersje Video Pinball, firma Atari wydała dwie: pierwszą w kolorze drewna, a drugą w białym (kremowym) kolorze, obie te wersje nazwane zostały "Atari Video Pinball". Wersja OEM wyprodukowana przez Sears została wydana jako "Pinball Breakaway", posiadała ona logo i oznaczenia firmy Sears.

## Porty

### Automat Video Pinball
W 1978 powstał automat do gry z wbudowaną grą Video Pinball, który posiadał specjalne dekoracje w postaci lampek LED. Panel kontrolny posiadał specjalne przyciski start i dźwignię do napędzania piłki, a także przyciski do kontrolowania flipperów.

### Atari 2600
W 1980 na Atari 2600 wydano grę Arcade Pinball, posiada ona zestaw tych samych gier, które są wbudowane w Video Pinball, z tym, że ulepszono w nich fizykę piłki. Gra została zaprogramowana przez Boba Smitha.